# یواس‌آرسی اکتیو (۱۸۶۷)
یواس‌آرسی اکتیو (۱۸۶۷) (به انگلیسی: USRC Active (1867)) یک کشتی بود که طول آن ۹۰ فوت (۲۷ متر) بود. این کشتی در سال ۱۸۶۷ ساخته شد.